# 班猫

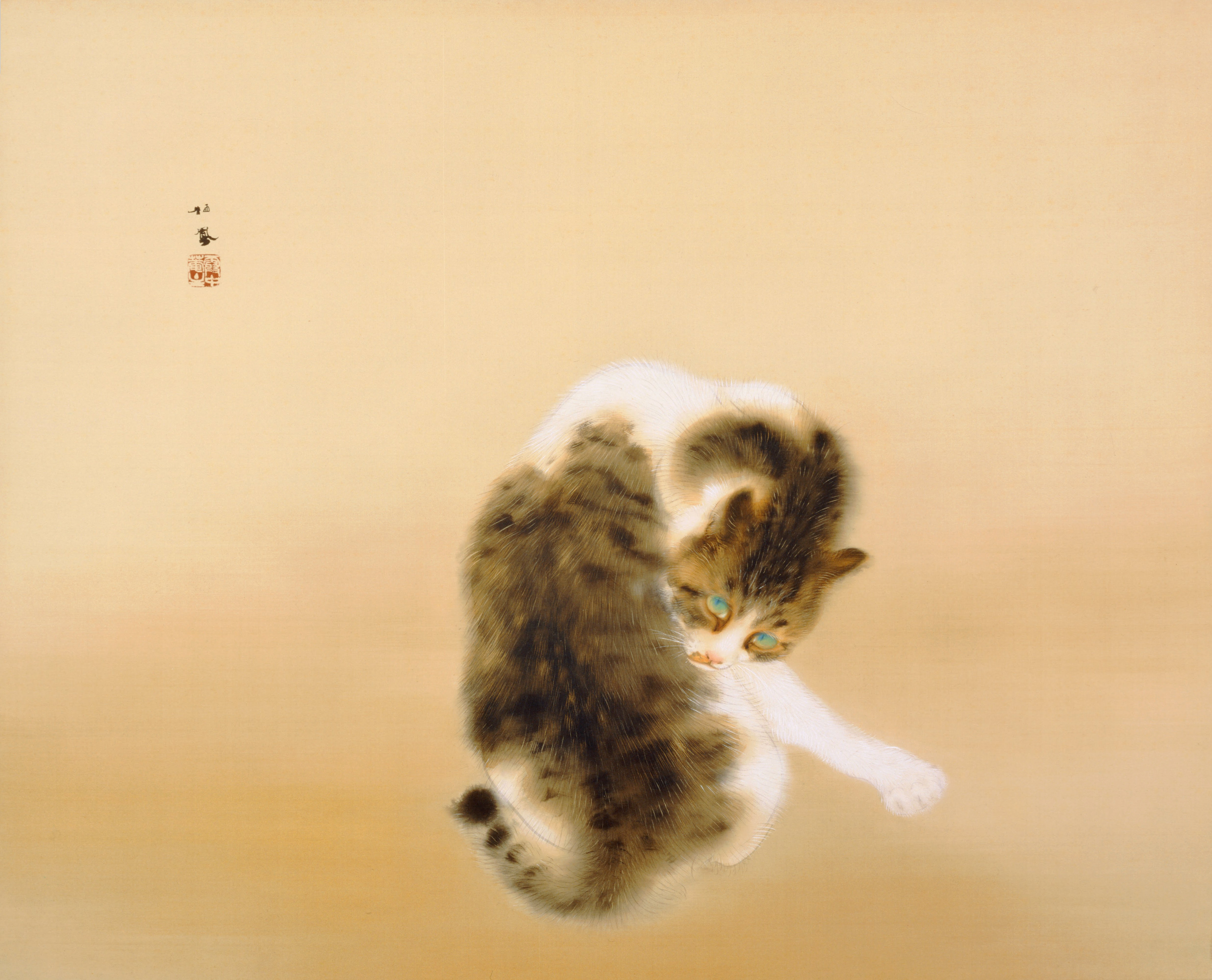
班猫

班猫（はんびょう）は、竹内栖鳳が1924年（大正13年）に発表した絵画作品。山種美術館蔵。
栖鳳が滞在していた沼津市の八百屋の店先で出会った猫に、北宋の第8代皇帝徽宗が描いた猫を想起したことがきっかけでインスピレーションを得たものである。1970年（昭和45年）に国の重要文化財に指定されている。
普通は「斑猫」と表記する事が多いが、栖鳳自身の箱書きに従って現在の画題が定着している。